# روبرت كارلسون (لاعب هوكي الجليد)
روبرت كارلسون (بالسويدية: Robert Carlsson)‏ هو لاعب هوكي الجليد سويدي، ولد في 29 سبتمبر 1977 في سودرتاليا في السويد.

## وصلات خارجية
- روبرت كارلسون على موقع EliteProspects.com (الإنجليزية)
- روبرت كارلسون على موقع Eurohockey.com (الإنجليزية)
- روبرت كارلسون على موقع HockeyDB.com (الإنجليزية)